# Neato palms
Neato palms är en spindelart som beskrevs av Norman I. Platnick 2002. Neato palms ingår i släktet Neato och familjen Gallieniellidae.
Artens utbredningsområde är New South Wales. Inga underarter finns listade i Catalogue of Life.